# Ted Swinford
Ted Swinford es un deportista estadounidense que compitió en remo. Ganó dos medallas en el Campeonato Mundial de Remo, oro en 1986 y bronce 1987.

## Palmarés internacional
| Campeonato Mundial | Campeonato Mundial       | Campeonato Mundial | Campeonato Mundial |
| Año                | Lugar                    | Medalla            | Prueba             |
| ------------------ | ------------------------ | ------------------ | ------------------ |
| 1986               | Nottingham (Reino Unido) | Medalla de oro     | Cuatro sin timonel |
| 1987               | Copenhague (Dinamarca)   | Medalla de bronce  | Cuatro sin timonel |